# Move You
"Move You" es una canción de la artista estadounidense Kelly Clarkson, desprendido de su octavo álbum de estudio, Meaning of Life (2017). Fue producido por Nick Ruth, quien lo había escrito con Molly Kate Kestner y Amy Kuney. Una poderosa balada de soul rock, fue lanzada por Atlantic Records como sencillo promocional del álbum el 7 de septiembre de 2017.

## Lanzamiento y recepción
"Move You" fue emitida por Atlantic Records como un sencillo promocional de Meaning of Life el 7 de septiembre de 2017. Tras su lanzamiento, Mike Wass de Idolator comentó que la canción es más tradicional que su canción complementaria y "sin duda, atraerá a los viejos". fanáticos y recién llegados por igual". En su reseña para Forbes, McIntyre escribió que si solo hay una canción lanzada este año de una gran estrella que conjurará lágrimas, ha llegado.

## Presentaciones en vivo
Clarkson presentó "Move You" en una actuación íntima en vivo en el  Rainbow Room de la ciudad de Nueva York el 6 de septiembre de 2017. Ella estrenó la canción en vivo en The Today Show el 8 de septiembre de 2017, seguida de una repetición en el especial de televisión EIF Presents: XQ Super School Live esa misma noche.

## Lista de canciones
| Descarga digital - Corea del Sur |                |          |  |
| N.º                              | Título         | Duración |  |
| 1.                               | «Love So Soft» | 2:52     |  |
| 2.                               | «Move You»     | 3:22     |  |

## Posicionamiento en listas
| Lista (2017)                          | Posición |
| ------------------------------------- | -------- |
| UK Download (Official Charts Company) | 181      |
| US Digital Songs (Billboard)          | 58       |